# BMW R 35

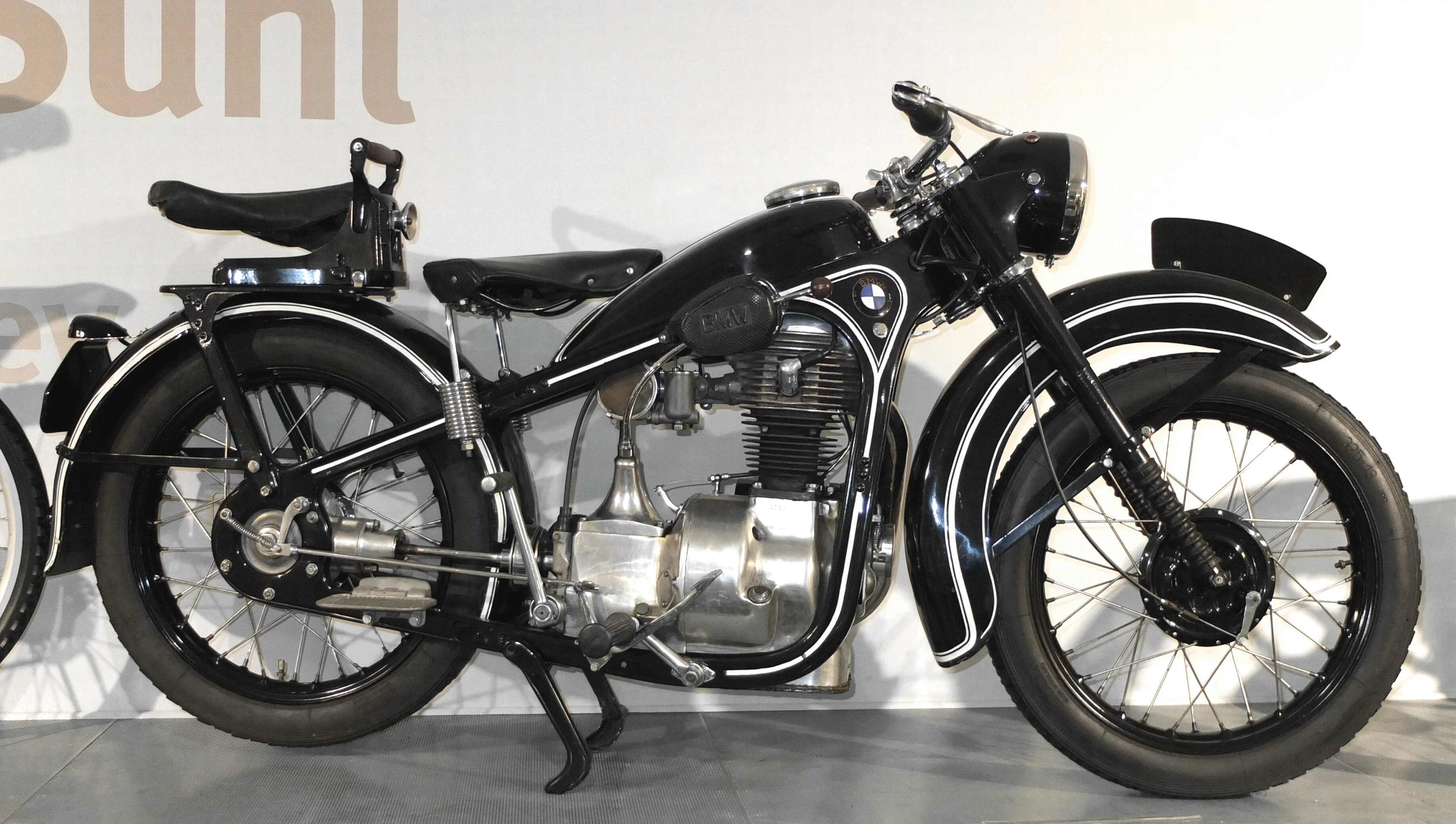
Мотоцикл BMW R35, 1938 рік

BMW R 35 — дорожній мотоцикл середнього класу, призначений для їзди дорогами з різним покриттям поодинці чи з пасажиром. Випускався компанією Bayerishe Motoren Werke з 1937 по 1940 рік.
Під час Другої світової війни був на озброєнні Вермахту.

## Загальні відомості
Мотоцикл BMW R 35 було представлено 20 лютого 1937 року на автосалоні в Берліні.
Мотоцикл призначався для використання в поліції, державними службами та військовими. Це була остання модель в якій BMW застосовувала штамповану раму, та одноциліндровий двигун.
Випуск мотоцикла було розпочато в 1937 розі на заводі в Мюнхені, згодом в ході війни через завантаження заводу виготовленням авіадвигунів, виробництво перенесли на дочірнє підприємство в Айзенах. Виробництво припинено в 1940 році, загалом виготовлено 15000 мотоциклів.
Після війни в новоутвореній НДР з 1949 по 1955 роки завод EMW (Eisenacher Motoren Werke) в складі АТ "Автовело" відновив виробництво мотоцикла під маркою EMW R 35. Було випущено також модифікацію з м'якою задньою підвіскою модель R 35-3.
Загалом вироблено близько 80000 тисяч мотоциклів EMW R 35, значна частина яких поставлялась в СРСР.

## Технічні особливості
Мотоцикл мав штамповану профільну раму, телескопічну вилку переднього колеса. Встановлено чотирьохтактний одноциліндровий двигун потужністю 14 к.с., привід заднього колеса через карданний вал. Електросистема напругою 6 Вольт, оснащена акумулятором.

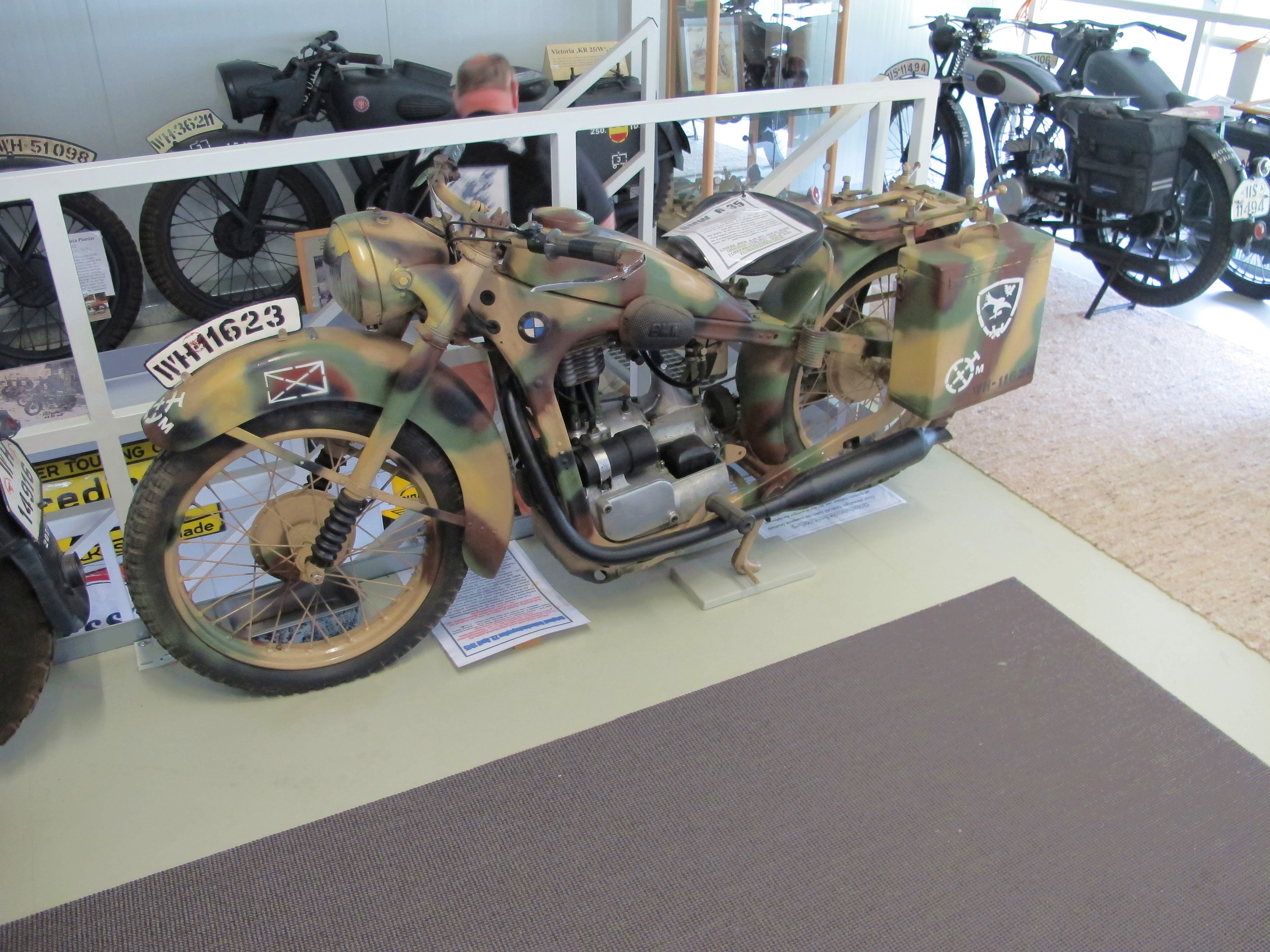
Військовий варіант BMW R35, 1940 рік

Технічна характеристика мотоцикла BMW-R35
- Тип двигуна — чотиритактний, одноциліндровий
- Робочий об'єм — 342 см³.
- Діаметр циліндра — 72 мм
- Хід поршня — 84 мм
- Ступінь стиснення — 6:1
- Потужність — 14 к.с. при 4500 об/хв.
- Карбюратор — Vergaser Sum CK 3/22
- Зчеплення — сухе, дискове
- Коробка передач — ручне перемикання, 4 передачі (3,4 / 2,18 / 1,35 / 1 : 1)
- Розмір шин — 3,5⨯19 дюйм
- Довжина — 2000 мм
- Ширина — 800 мм
- Колісна база — 1400 мм
- Висота — 950 мм
- Кліренс — 114 мм
- Суха маса — 155 кг
- Ємність бензобака — 12 л
- Витрата палива — 3 л / 100 км
- Витрата масл — 1-2 л / 100 км
- Кількість місць — 1/2
- Максимальна швидкість — 100 км / год